# 木曜会 (日本陸軍)
木曜会（もくようかい）は、1927年（昭和2年）から1929年（昭和4年）にかけて存在した、大日本帝国陸軍の若手の中央幕僚による会合、小グループ。少壮の陸軍幕僚が内々に集まり、陸軍の装備や国防の指針など軍事にかかわるさまざまな問題を研究し、議論・検討することを目的とした少人数の集団、研究団体。構成員は18人前後で、永田鉄山らの二葉会にならって結成された。無名会（むめいかい）と称することもあった。

## 概要

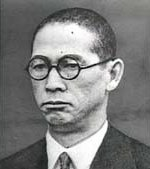
「背広を着た軍人」といわれた鈴木貞一

木曜会は、1927年（昭和2年）11月ころ、参謀本部作戦課員の鈴木貞一と要塞課員の深山亀三郎が中心となり、鈴木・深山をはじめとする日本陸軍中央の少壮幕僚グループによって組織された。構成員は、総勢18名ほどであり、幹事役の鈴木（陸士22期卒業）のほか、石原莞爾（21期）、村上啓作（22期）、根本博（23期）、土橋勇逸・深山亀三郎（24期）ら陸軍士官学校21期から24期にかけての卒業生を中心としていた。しかし、陸士16期の永田鉄山や岡村寧次、17期の東条英機も会員として、この会に加わった。木曜会は、すでに発足していた永田ら当時の中堅幕僚を主なメンバーとする二葉会にならってつくられたものであり、永田・東条など構成員の一部は互いに重複している。1929年（昭和4年）5月には二葉会と木曜会は合流して、一夕会が結成された。

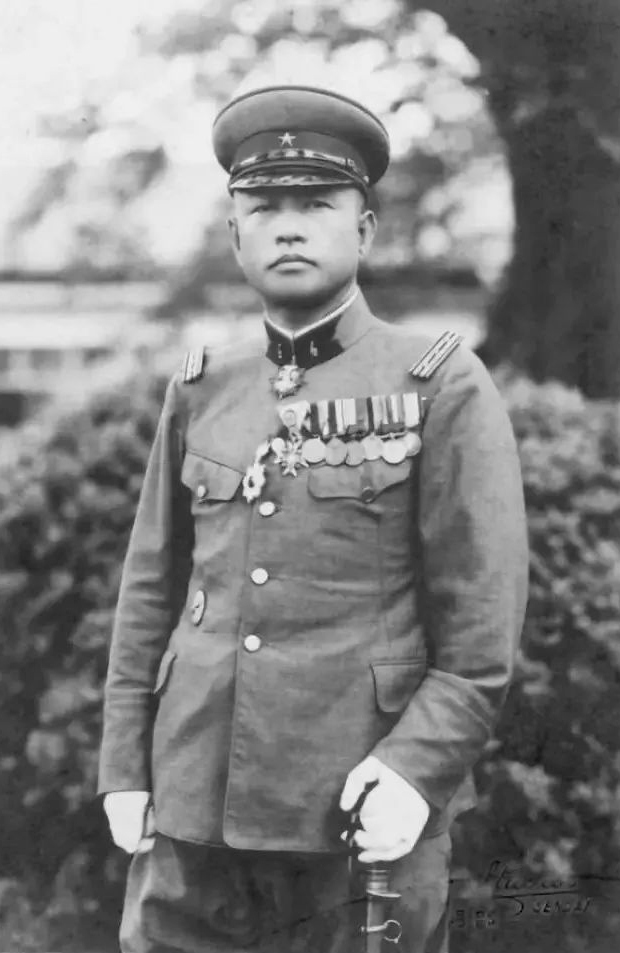
「自活する軍隊」による最終戦論を説いた石原莞爾

会の名称は、木曜日に会合がもたれたことに由来する。会合は、1927年11月ころから1929年4月まで計12回ひらかれた。
1928年（昭和3年）1月19日にひらかれた第3回会合では、当時、陸軍大学校の教官であった石原莞爾が『我が国防方針』という題で話をしており、「日米が両横綱となり、末輩之に従ひ、航空機を以て勝敗を一挙に決するときが世界最後の戦争」と述べている。石原はまた、日本から「一厘も金を出させない」という方針の下に戦争しなければならないと述べ、「全支那を根拠として遺憾なく之を利用せば、20年でも30年でも」戦争を続けられるという構想を語っている。この会には、永田鉄山、東条英機、鈴木貞一、根本博らが出席した。
同年の3月1日には、東京九段に所在する陸軍将校クラブ、偕行社において第5回の会合が開かれており、東条英機、鈴木貞一、根本博ら9名が参加した。この会合では、「満蒙に完全な政治的勢力を確立する」という共同謀議がなされた（次節参照）。

## 木曜会の満蒙領有論

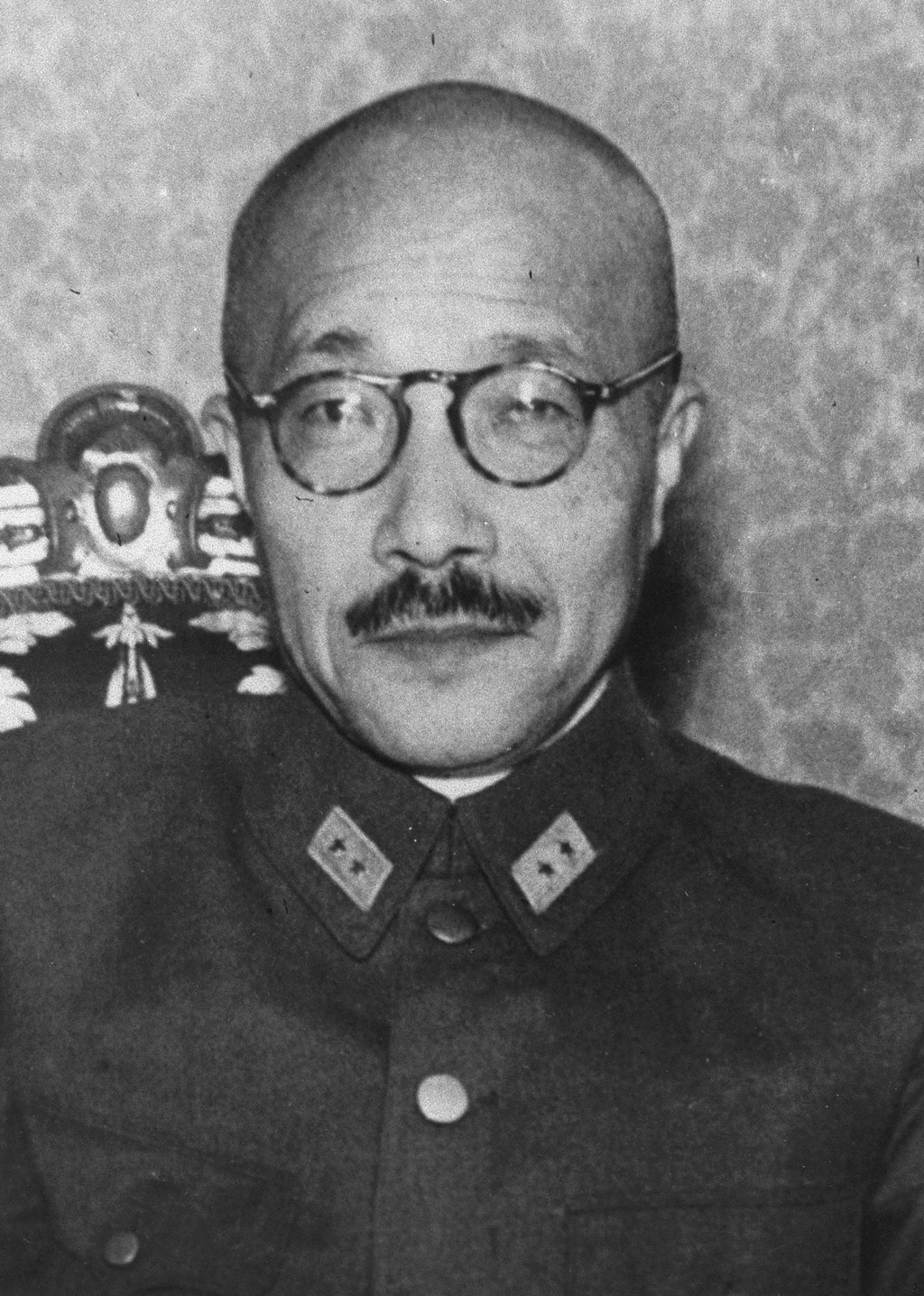
1941年の太平洋戦争開戦時の内閣総理大臣、東条英機

1928年3月1日の第5回会合では、根本博（参謀本部支那課員）の報告がなされたのち、当時永田鉄山の腹心であった東条英機（陸軍省軍事課員）によって、当面の目標を「満蒙に完全な政治的勢力を確立する」ことに置くこと（満蒙領有論）、および、今後の国軍の戦争準備は対ソビエト連邦を主眼とすべきことが提起された。この提起は、以下のような情勢判断のもと、参加者の質疑応答を経て、最終的に確認された。
- 日本が「その生存を完からしむる」ためには満洲・蒙古に政治的権力を確立することが必要であり、それにはロシア（ソ連）による「海への政策」との衝突が避けられない。
- 満蒙は、「支那」（中国）にとっては「華外の地」であり、日本と中国のあいだの軍事力の格差は歴然としている。それゆえ中国が日本と国力を賭けた戦争をおこなうことはないであろう。したがって、対中国の戦争準備は特段に顧慮する必要はなく、単に対露戦争のための「資源獲得」を目的とする程度でよい。
- 将来戦は「生存戦争」すなわち一国の生存のための戦争となり、アメリカ合衆国はみずからの生存のためには南北アメリカ大陸のみで十分であるから、アジアに対して国力を賭してまで軍事介入することはないであろう。満蒙は、アメリカにとって「生存上の絶対的要求」ではないから本格的介入は考えられない。しかし、第一次世界大戦参戦の経緯にみられるように、来たるべき日露の戦争に介入することはありうるので、「政略」によって努めてアメリカの干渉を排除する必要があり、軍事面における「守勢的準備」は必要である。
- イギリスは満蒙問題との関わりが存在するものの、軍事以外の方法で解決可能である。

以上、参加者はこれを「判決」と称して会の総意とし、満蒙領有が相互に申し合わされた。なお、このときの会合には石原莞爾は参加していなかった。
この方針は同年12月6日にひらかれた木曜会第8回会合でも再確認された。このときには、岡村寧次も出席しており、積極的に発言している。さらに、この方針は、二葉会との合流を経て成立した上述の一夕会にも引きつがれた。
従来、1931年（昭和6年）9月にはじまる「満洲事変」は一般的に、世界恐慌下における1930年代初頭の日本経済の苦境（昭和恐慌、農業恐慌）を打開するため、石原莞爾ら関東軍が立案・計画したもの、あるいはその独断専行により惹起されたものとする見解が根強かったのであるが、実際には、アメリカ合衆国ニューヨーク市で世界恐慌がはじまった1929年秋に先だち、その1年以上前に、日本ではすでに陸軍中央において満蒙領有方針が打ち出されていたのである。
なお、木曜会の「満蒙領有方針」は、1928年時点での関東軍の「満洲分離方針」とも異なる性格をもっていた。関東軍の方針は、日本の実権掌握下における新政権の樹立を企図していたが、それは中華民国の主権が存続することを前提としたもので、鉄道問題や商租権問題など従前からの外交事案解決を主な動機としていた。しかし、木曜会が打ち出した方針は中国の主権をまったく否定するものであり、その目的は満蒙問題の諸懸案解決にとどまらず、対ソ戦をはじめとする国家総力戦への対応という動機からの要請を柱としていた。また、同じころ（1928年3月）、参謀本部第一部（荒木貞夫部長、小畑敏四郎作戦課長）も「満蒙における帝国の政治的権力の確立」を主張しているが、これは、木曜会の満蒙領有方針とほぼ同内容のものであった。

## 史料
日本近代史料研究会の『鈴木貞一氏談話速記録』（1974年）の下巻に「木曜会記事」が収載されており、本会に関する重要な史料となっている。